# Vasja Klavora
Vasja Klavora, slovenski politik, poslanec, zgodovinar in kirurg, * 29. januar 1936, Ljubljana.

## Življenjepis
Vasja Klavora, član Demokratične stranke upokojencev Slovenije, je bil leta 2004 izvoljen v Državni zbor Republike Slovenije; v tem mandatu je bil član naslednjih delovnih teles:
- Odbor za zdravstvo,
- Odbor za kulturo, šolstvo in šport in
- Kolegij predsednika Državnega zbora Republike Slovenije.

Znan je po svojem raziskovalnem delu o soški fronti, o kateri je napisal že več publikacij. Nekatera njegova dela so bila prevedena v nemščino, italijanščino in madžarščino.